# Hastinapur
Hastinapur (hindi हस्तिनापुर, sanskryt हस्‍तिनापुरम्) – miasto w północnych Indiach, w stanie Uttar Pradesh, w dystrykcie Meerut. Położone jest na Nizinie Hindustańskiej, leży na prawym brzegu Gangesu. Hastinapur w starożytnym piśmiennictwie hinduskim, puranach i Mahabharacie, przedstawione jest jako stolica Królestwa Kuru. Wzmiankowane jest również w tekstach dżinijskich (Żywotach 63 świątobliwych mężów Hemaczandry) i Ramajanie.

## Etymologia
Nazwa Hastinapur wywodzi się z sanskrytu i sięga okresu Mahabharaty. Można ją przełożyć jako Miasto słoni – od słów Hastina (słoń) i puram (miasto). Nazwa miasta ma pochodzić od króla Hastiego z dynastii Puru w tretajudze, który zmienił nazwę swojej stolicy z Nagvahpur na Hastinapur.

## Historia
Hastinapur jest miastem z Mahabharaty, akcja itihasy opowiada o walce dynastycznej o tron Hastinapur, pomiędzy Pandawami a Kaurawami. Po wojnie Kurukszetra władzę w Hastinapur odzyskali Pandawowie.
Miasto było niegdyś stolicą indoaryjskiego Królestwa Kuru. Zostało zniszczone przez powódź w IX wieku p.n.e., w wyniku czego nową stolicą Kuru miało zostać Kaushambi (Kosambi).
Hastinapur wspomniane jest w XVI-wiecznym dokumencie okresu Wielkich Mogołów – Ain-i-Akbari, autor dzieła Abu'l-Fazl ibn Mubarak opisuje je jako „starożytną osadę hinduską” leżącą nad Gangesem.

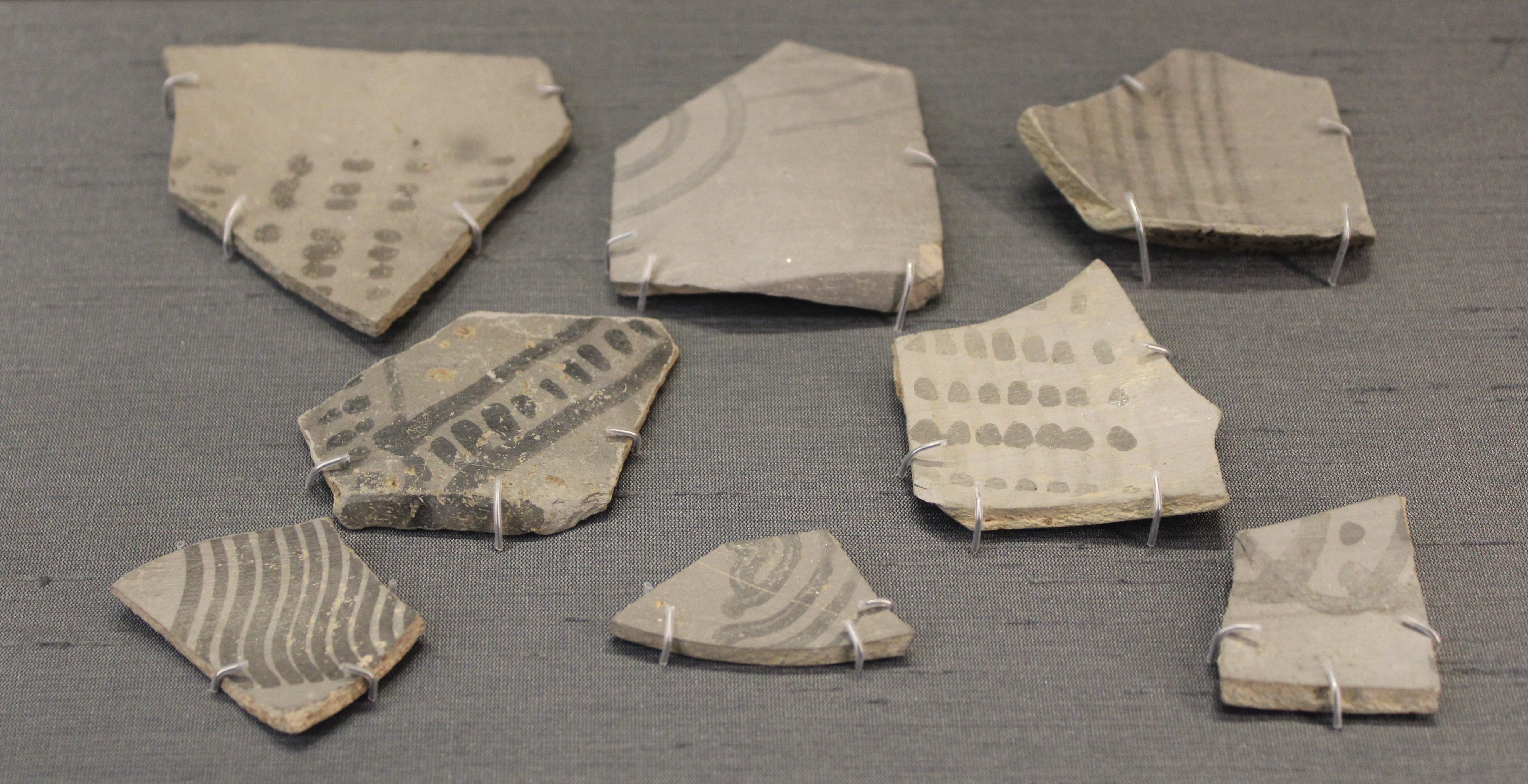
Fragmenty ceramiki szarej malowanej z około 1000 r. p.n.e., pochodzącej m.in. z Hastinapur (Muzeum Brytyjskie)

W latach 50. XX wieku na terenie Hastinapur przeprowadzono wykopaliska archeologiczne pod wodzą B.B. Lala, Dyrektora Generalnego Archaeological Survey of India. Celem badań miało być określenie pozycji stratygraficznej ceramiki szarej malowanej (ang. Painted Grey Ware) wobec innych zabytków ceramicznych wczesnych okresów historycznych.

## Geografia i klimat
Hastinapur położone jest w doabie (pomiędzy Gangesem a Jamuną) i oddalone o około 40 km od miasta Meerut i o około 100 km od stolicy Indii. Przeciętna temperatura w roku wynosi 24,7 stopni Celsjusza, roczna ilość opadów średnio 933 mm. Najcieplejszym miesiącem jest czerwiec (śr. 33,5 °C), najchłodniejszym styczeń (śr. 14,2 °C). Najwięcej opadów (śr. 314 mm) przypada na sierpień, a najmniej (śr. 5 mm) na kwiecień.

## Demografia
Populacja Hastinapur:
| Rok       | 1991   | 2001   | 2011   |
| Populacja | 15 081 | 21 249 | 26 452 |

Według spisu ludności z 2001 roku populacja miasta wynosiła 21 248 mieszkańców – 11 262 mężczyzn i 9986 kobiet. 12 313 osób potrafiło czytać i pisać. W 2011 liczba mieszkańców wynosiła 26 452, powierzchnia miasta 7,57 km², a gęstość zaludnienia 3494  os./km².

## Gospodarka
Główne źródło utrzymania mieszkańców miasta i okolic, bezpośrednio lub pośrednio, stanowi rolnictwo. W mieście dominuje handel detaliczny, rzemiosło i praca najemna. Turystyka pielgrzymkowa również stanowi ważną część gospodarki.

## Świątynie i pomniki

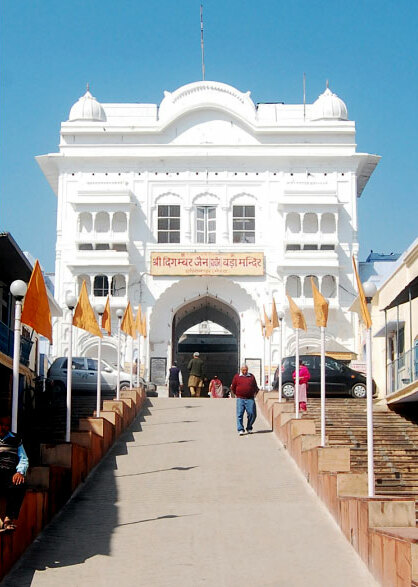
Shri Digamber Jain Prachin Bada Mandir

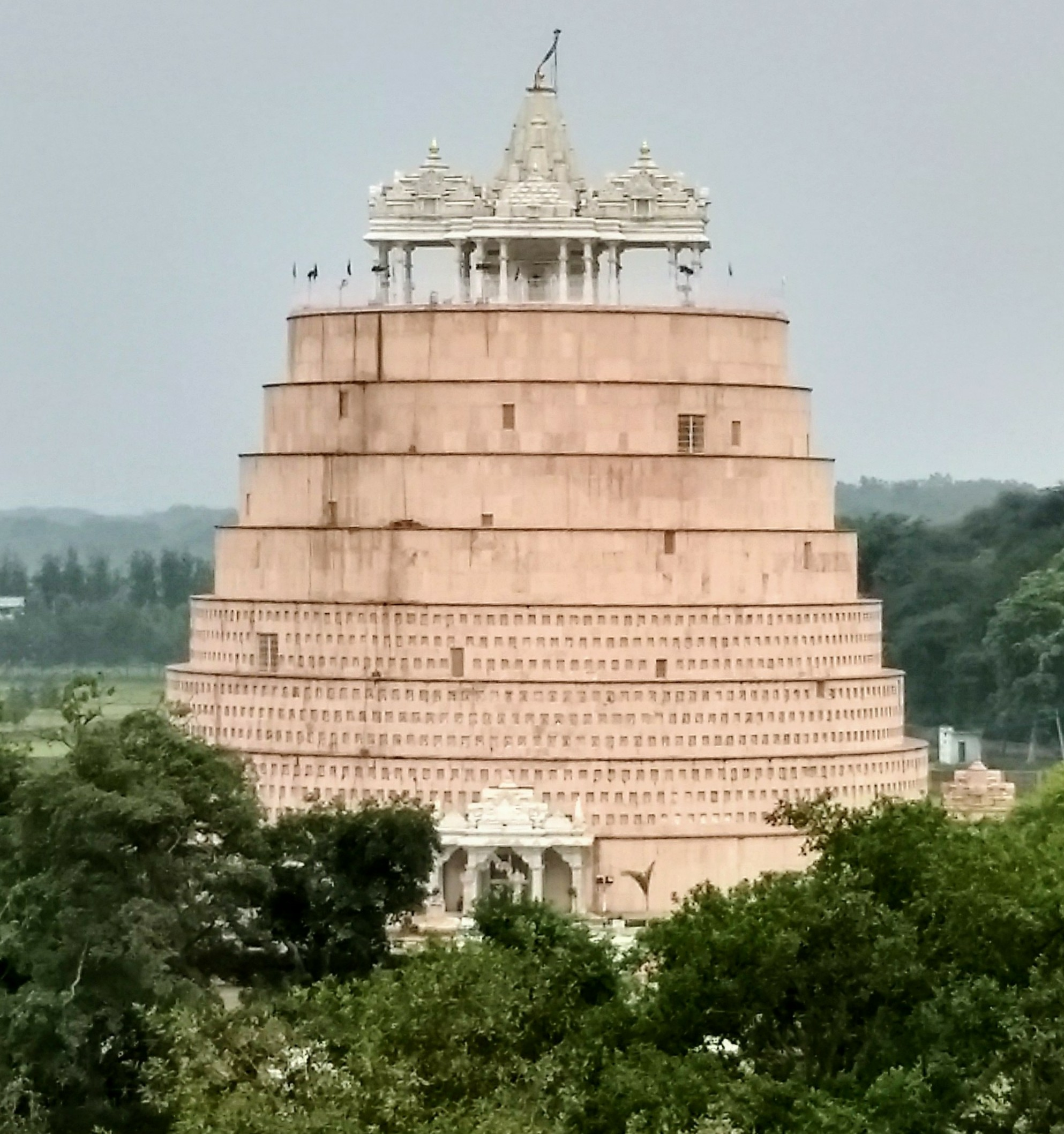
Shri Shwetambar Jain Ashtapad Teerth

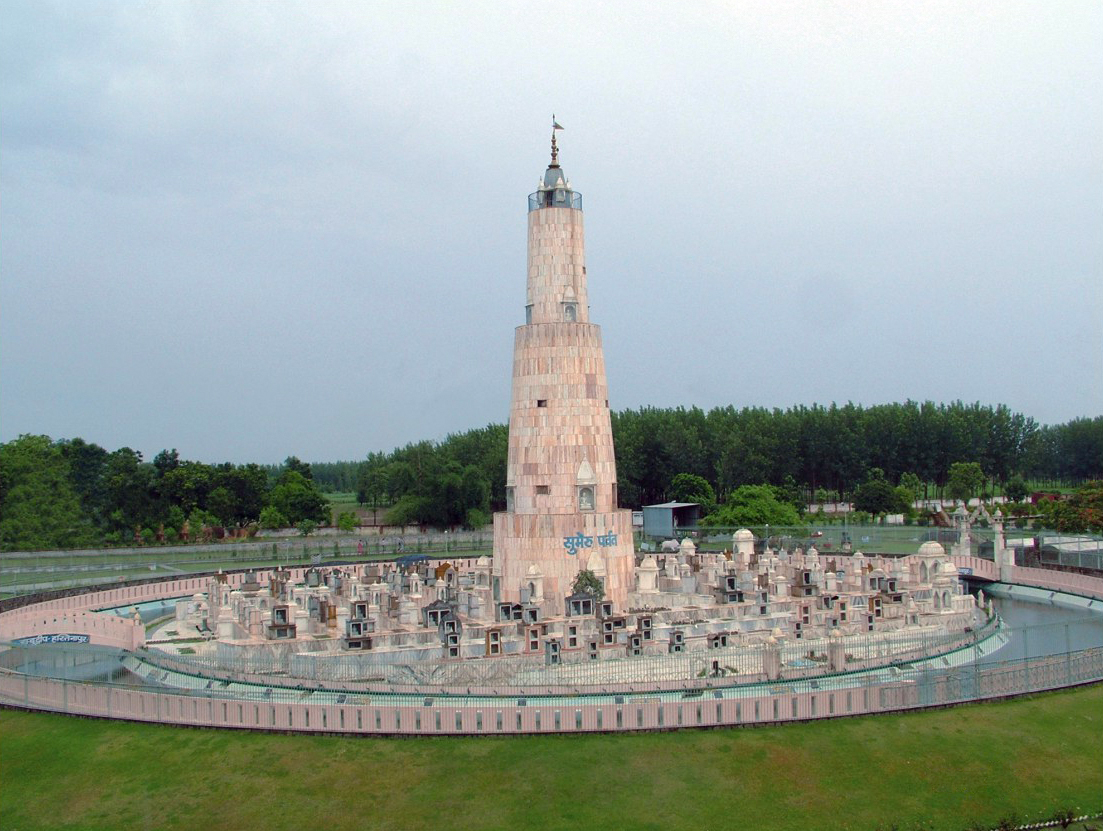
Jambudweep Jain Tirth

Hastinapur stanowi ważny ośrodek religijny i pielgrzymkowy. Zarówno wyznawcy hinduizmu i dźinizmu uznają prastare miasto za jedno z najświętszych miejsc. Trzech spośród tirthankara (Shantinatha, Kunthunatha, Aranatha) – miało urodzić się w Hastinapur.

### Shri Digamber Jain Prachin Bada Mandir
Shri Digamber Jain Prachin Bada Mandir jest jedną z najstarszych świątyń dżinijskich w Hastinapur. Przyjmuje się, że główna świątynia została zbudowana w 1801 roku pod egidą Raja Harsukh Rai, skarbnika cesarza Mogołów Szaha Alama II.

### Shri Shwetambar Jain Ashtapad Teerth
Obiekt o wysokości 46 metrów, wzniesiony ku czci Adinathy (Riszabhadewy) – pierwszego tirthankara. Postawiony kosztem 250 milionów rupii indyjskich. Kształt budowli nawiązuje do mitycznego Ashtapad (oznaczającego osiem kroków) – miejsca na drodze z Badrinath na Kajlas, w okolicy Manasarowar, w którym Adinatha osiągnął mokszę. W miejscu tym Bharat, syn Riszabhadewy, miał wybudować pałac wysadzany diamentami. Wyznawcy dźinizmu wierzą, że kto odbędzie pielgrzymkę do Ashtapad, również osiągnie mokszę.

### Kailash Parvat Rachna
Kompleks świątynny o wysokości 40 metrów.

### Jambudweep Jain Tirth
Obiekt zbudowany w 1985 roku. Jest realizacją wizji Śri Gyanmati Mataji, struktura budowli ma odwzorowywać dżinijską wizję świata.

### Świątynia Pandeshwar Mahadev
Świątynia poświęcona Śiwie. Według legendy Judisztira, najstarszy syn Pandu, przed starciem z Kaurawami postawił w świątyni śiwalingę i modlił się do Śiwy o zwycięstwo w zbliżającej się wojnie. Inna legenda głosi, że śiwalinga została podarowana przez Karnę. Zgodnie z miejscowymi wierzeniami królowa Draupadi odmawiała tu modlitwy po dokonaniu ablucji w strumieniu.

### Bhai Dharam Singh Gurdwara
Niewielka gurudwara położona w wiosce Saifpur, około 2,5 km od Hastinapuru.

## Hastinapur Wildlife Sanctuary

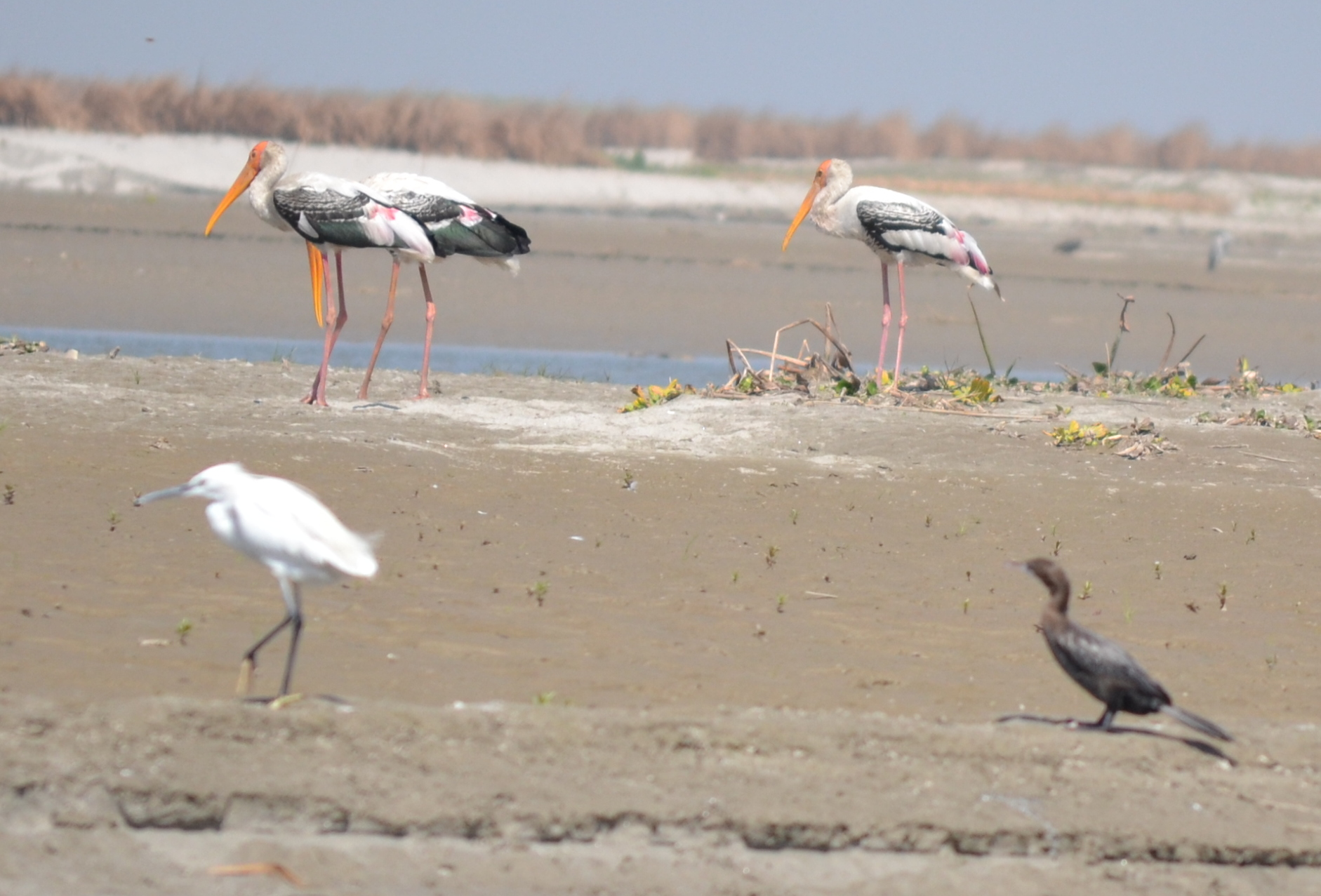
Ptaki wędrowne w Hastinapur Wildlife Sanctuary

Hastinapur Wildlife Sanctuary jest rezerwatem przyrody położonym nad brzegiem Gangesu, w zachodniej części Uttar Pradesh. Rezerwat został założony w 1986 roku. Rozciąga się na terenach dystryktu Meerut, Ghaziabad, Gautam Budh Nagar, Bijnor, Panchsheel Nagar i Amroha. Zajmuje obszar 2073 kilometrów kwadratowych.